# Aridelus
Aridelus är ett släkte av steklar. Aridelus ingår i familjen bracksteklar.

## Dottertaxa tillAridelus, i alfabetisk ordning[1]
- Aridelus absonus
- Aridelus achterbergi
- Aridelus aeros
- Aridelus africanus
- Aridelus alternecoloratus
- Aridelus angustipterus
- Aridelus antennatus
- Aridelus basalis
- Aridelus cameroni
- Aridelus confusus
- Aridelus dubius
- Aridelus egregius
- Aridelus elasmuchae
- Aridelus emeiensis
- Aridelus exilis
- Aridelus fisheri
- Aridelus flavicans
- Aridelus flavicoxae
- Aridelus fumipennis
- Aridelus funerator
- Aridelus fuscus
- Aridelus hunanensis
- Aridelus keralicus
- Aridelus kirckpatricki
- Aridelus longiterebra
- Aridelus longius
- Aridelus malabaricus
- Aridelus melanderi
- Aridelus mellipes
- Aridelus miccus
- Aridelus niger
- Aridelus nigrator
- Aridelus nigrithorax
- Aridelus reticulatus
- Aridelus ruandicus
- Aridelus rufiventris
- Aridelus rufotestaceus
- Aridelus rufus
- Aridelus rutilipes
- Aridelus rwindicus
- Aridelus taiwanus
- Aridelus tenuicornis
- Aridelus tsuifengensis
- Aridelus tungpuensis
- Aridelus ussuriensis
- Aridelus ziyangensis